# 佩爾利夫齊
49°10′18″N 24°36′23″E / 49.17167°N 24.60639°E
佩爾利夫齊（烏克蘭語：Перлівці），是烏克蘭西部的村莊，隸屬伊萬諾-弗蘭科夫斯克州的伊萬諾-弗蘭科夫斯克區。該村面積3.2平方公里，2001年人口106，人口密度每平方公里33.5人。